# 傍若無人
傍若無人（ぼうじゃくぶじん）は、人のことなどまるで気にかけず、遊び、騒いで勝手に振る舞うこと。また、そのさま「―な態度に腹が立つ」。

## 語源
秦の時代、燕の衛国出身の荊軻は、筑の上手い高漸離と酒を飲んでは、うたって、酔い、騒ぎわめいて、まるで傍に人がいないかのような振る舞いをして暮らしていたという故事から。
「傍らに人無きが若し」と訓読する。